# Lotta ai XXI Giochi centramericani e caraibici
I tornei di lotta ai XXIII Giochi centramericani e caraibici si sono svolte dal 23 al 27 luglio 2010, presso l'Aguada Coliseum ad Aguada, a Porto Rico. Si sono svolti complessivamente 16 tornei, di cui sei di lotta greco-romana maschile, sette di lotta libera maschile e tre di lotta libera femminile.

## Podi

### Lotta greco-romana maschile
| Evento        | Oro                     | Argento                     | Bronzo                                     |
| Fino a 55 kg  | Jorge Cardozo (VEN)     | Francisco Encarnación (DOM) | German Díaz (PUR) Andres Taborda (COL)     |
| Fino a 66 kg  | Anyelo Mota (DOM)       | Manuel Torres (VEN)         | Ulises Barragán (MEX) Jefrin Mejía (HON)   |
| Fino a 74 kg  | Juan Escobar (MEX)      | Hansel Mercedes (DOM)       | Alexander Brazon (VEN) Otoniel Pérez (PUR) |
| Fino a 84 kg  | Cristian Mosquera (COL) | Eddy Bartolozzy (VEN)       | José Arias (DOM) José Mendoza (MEX)        |
| Fino a 96 kg  | Erwin Caraballo (VEN)   | Joel López (MEX)            | Julio Gesurrun (DOM) Randy Lambert (HON)   |
| Fino a 120 kg | Rafael Barreno (VEN)    | Irving Herrera (PAN)        | José Erazo (ESA) Ramón García (DOM)        |

### Lotta libera maschile
| Evento        | Oro                   | Argento               | Bronzo                                       |
| Fino a 55 kg  | Fredy Serrano (COL)   | Arturo Chávez (MEX)   | Fernando Paredes (VEN) Manuel Ramirez (PUR)  |
| Fino a 60 kg  | Gabriel García (DOM)  | Nelson Garcia (COL)   | Franklin Gómez (PUR) Luis Portillo (ESA)     |
| Fino a 66 kg  | Pedro Soto (PUR)      | Edison Hurtado (COL)  | Elvis Fuentes (VEN) Angel Ramírez (DOM)      |
| Fino a 74 kg  | Ricardo Roberty (VEN) | Ysidro Alexis (DOM)   | Rosalio Medrano (COL) Eduardo Valencia (MEX) |
| Fino a 84 kg  | Jaime Espinal (PUR)   | Jarlis Mosquera (COL) | Jose Díaz (VEN) Rodolfo White (PAN)          |
| Fino a 96 kg  | Luis Vivenes (VEN)    | Manuel Simonó (DOM)   | William Serrano (ESA) Israel Silva (MEX)     |
| Fino a 120 kg | Ihosvany Negret (PUR) | Jesse Ruíz (MEX)      | José Erazo (ESA) Carlos Félix (DOM)          |

### Lotta libera femminile
| Evento       | Oro                      | Argento                  | Bronzo                                          |
| Fino a 48 kg | Mayelis Caripa (VEN)     | Carolina Castillo (COL)  | Guadalupe Pérez (MEX) Nesmarie Rodríguez (PUR)  |
| Fino a 51 kg | Aguis Rivas (VEN)        | Enid Rivera (PUR)        | Carolina González (DOM) Graciela Martínez (ESA) |
| Fino a 59 kg | Jackeline Rentería (COL) | Anakarina González (VEN) | Wendy García (MEX) Yuri Mata (ESA)              |